# わかってちょーだい!
『わかってちょーだい!』は、2007年4月2日から同年9月28日までフジテレビ系列で平日 9:55 - 11:25（JST）に放送していた昼前の生活情報ワイド・バラエティ番組。通称「わかちょ!」。約半年の放送で終了となった。

## 概要
フジテレビは2007年4月より『こたえてちょーだい!』と『ひるこた!〜昼もこたえてちょーだい!〜』を統合した新しい情報番組をスタートすることが決定し、司会は『こたえてちょーだい!』より川合俊一と『ひるこた!』より戸部洋子を起用。
『発掘!あるある大事典II』の不祥事発覚後、『こたえてちょーだい!』も手がけていた日本テレワークがこの枠から撤退するという憶測が一部であったものの、『わかってちょーだい!』では同社が引き続き関わっている（現在は日本テレワーク自体は撤退しているが、同社の子会社が制作している）。
番組開始当初、主婦の観客を入れており司会者は立って進行に当たっていたが、2007年5月4日を以って取りやめた。また、パネラーとゲストの席にはテーブルがなく単に椅子に座ったままであったが、5月7日からは『こたえてちょーだい!』と同じスタイルでテーブルが加えられ、司会者もゲストとパネラーの間に座って務めるようになった。またタイムスケジュールもED前の占いを除けば「こたえてちょーだい!」時代に戻った。

### 番組の終了とその後
リニューアルも実らず、わずか半年で番組は幕を閉じることとなった。後番組は生活情報色を強めた『ハピふる!』。テレビ長崎は本番組を最後に同枠のネットから一時撤退した。
また、川合は番組終了から3ヵ月後の2008年1月から2009年12月まで、日曜午後の『みんなのケイバ』の司会を務めていた。

## 放送時間
- 月曜 - 金曜 9:55 - 11:25

## 出演者

### 司会
- 川合俊一
- 戸部洋子（フジテレビアナウンサー）
- 桜庭亮平（フジテレビアナウンサー）

### パネラー
- 月曜…笑い飯（隔週）、チュートリアル（隔週）
- 火曜…クワバタオハラ
- 水曜…麒麟、井森美幸
- 木曜…フットボールアワー
- 金曜…ザブングル

### おしえて!うれしぴ
下記の2名と日替わりの料理講師1名が出演。日によって生放送の場合とVTRの場合がある。

金曜日は榊原郁恵が生放送のラジオ番組に出演しているため必ず事前収録である。
- 月曜日：榊原郁恵、ユンソナ
- 火～木：榊原郁恵、井森美幸
- 金曜日：榊原郁恵、パンツェッタ・ジローラモ

### わかちょショッピング「買っトク!」
- 阪田陽子
- 山本潤
- 相川聡
- 塚越孝（フジテレビアナウンサー、コーナーのナレーター担当）

他

※一部にみられる「買いトク」は誤表記。

### 再現VTR
- 渡辺つかさ
- かなやす慶行
- 金谷真由美
- 比嘉玲子
- 渡辺火山
- 大宙舞
- 片岡明日香
- 芳野友美
- 伊藤知香

他

### さきどり!ルックちゃん
- ルックちゃん1号：柳原可奈子（末期は月曜日の放送に出演することが多かった）
- ルックちゃん2号：渡部いずみ
- ルックちゃん3号：上村依子（再現VTRに登場するおばちゃん女優）
- ルックちゃん4号：もりちえみ

※このコーナーにおいては、アシスタントの戸部洋子がメガネをかけて進行する（戸部の代理で出演した他の女子アナも同様）。これは、ルックちゃんいわく注目をアピールするもの、さらにもう一つとしては日本テレビの「スッキリ!!」の芸能コーナーである「スッキリエンタメ略してスッタメ」の延友陽子を意識したものとされる。

### ナレーター
- 小林俊夫
- 真地勇志

## 番組終了時のコーナー
- クラーラおばさんの運命の選択
ハンガリーの霊能者バラート・クラーラが悩みを持つ人の未来を鑑定する。依頼者の悩みはインタビューおよび再現VTRで放送。
- クラーラおばさんの今日の占い→クラーラおばさんの今日の運勢占い
1～9の運命数（29日生まれなら、2+9＝11。さらに1+1＝「2」。運命数が2となる）の今日の占いを発表。更に一番ハッピーな運命数もスロットで発表。（エンディングで放映中）
- シンジラレナ～イ
- 心に残る一通の手紙
思い出の手紙を紹介するコーナー。
- さきどり!ルックちゃん（番組宣伝コーナー）
- おしえて!うれしぴ（料理コーナー）
- わかちょ!ショッピング 買っトク（ディノス提供コーナー）
- テーマ特集
- わかちょ!サスペンス劇場 犯人は誰だ!?
ドラマ風のVTRの中にヒントが隠され、スタジオ出演者と視聴者（テレゴング投票）が犯人を当てる。『こたえてちょーだい!』の再現VTRに似ているがフィクションである。なお、視聴者からはフィクション・ノンフィクションによらず投稿を募集しており、番組開始当初は月曜日から金曜日まで毎日放送されていたが2007年5月から毎週金曜日の放送となりそれに伴い司会の川合は“金曜サスペンス劇場”と呼んでいる。

### 過去のコーナー
- 目指せ50万円!我が家のハプニングビデオ
『ビデオあんたが主役』などと同様の企画。番組開始当初は最初のコーナーとして放送していたが現在は放送していない。
- 私のホンネ わかってちょーだい!
曜日レギュラーの若手芸人がMCを担当する電話相談コーナー。スタジオ出演者と観客が相談者の悩みに共感できるかどうかを二択で判定。

など

## スタッフ
- 制作著作：フジテレビジョン
- 制作協力：NEXTEP
- プロデューサー：花苑博康（NEXTEP）・渡辺祐宏・滝澤みゆき
- TD/SW：坂本淳一
- カメラ：三瓶由佳
- VE：竹内荘七
- 音声：大塚勉
- 承継：大竹康裕
- ロケ技術：vic
- 音響効果：清水康義・沼波良子（プロジェクト80）
- 美術：安藤典和
- 進行：古賀飛
- 大道具：石川智隆
- アクリル：高橋瞳
- 装飾：占部真理子
- デザイン：野口拓也
- 電子タイトル：原逸郎
- タイトル：岩澤秀
- 音楽：山崎耀
- CG：村山奈緒
- モバイルコンテンツ：二宮麻郁子
- 技術協力：index
- タイムキーパー：水野久美

## ネット局
- フジテレビジョン（制作局）
- 岩手めんこいテレビ
- 仙台放送
- 秋田テレビ
- さくらんぼテレビ
- 福島テレビ（月曜未ネット）
- 新潟総合テレビ
- 長野放送
- テレビ静岡（金曜は「わかちょ!ショッピング」のみネット）
- 富山テレビ
- 福井テレビ（月、火未ネット）
- 山陰中央テレビジョン放送
- 岡山放送
- テレビ愛媛
- 高知さんさんテレビ
- サガテレビ
- テレビ長崎（金曜未ネット、なおテレビ長崎は同番組をもってこの時間帯の同時ネットを取り止めになった）
- テレビ熊本
- 鹿児島テレビ（金曜未ネット）
- 沖縄テレビ

### 一部のみネットしていた局
- さくらんぼテレビ - 週1・2日、テレビショッピング等に差し替わる。
- 福島テレビ - 月曜日のみ生きる×2を放映。
- 福井テレビ - 月曜、火曜日はテレビショッピング等の放送のため未ネット。
- テレビ静岡 - 金曜日のみ自主制作番組やテレビショッピング等の放送のため未ネット（わかちょ!ショッピングのみネット）。
- テレビ長崎 - 金曜日のみ自主制作番組やテレビショッピング等の放送のため未ネット（おしえて!うれしぴ、わかちょ!ショッピングのみネット）。
- 鹿児島テレビ - 金曜日のみ自主制作番組やテレビショッピング等の放送のため未ネット。

祝日などは全曜日ネット局でも休止する場合もあった。また、夏休み期間中では、子供が在宅していることを考慮して本番組を休止し、アニメやドラマなどの再放送に差し替えることもあった(テレビ静岡など)。
一部コーナーのみネットしていた放送局の放送時間は以下の通り。
- 北海道文化放送－月曜 - 金曜 15:30 - 15:40（わかちょ!ショッピング）「えき☆スタ発」番組内。ただし、祝日は「えき☆スタ発」の放送が休止されるため、「わかちょ!ショッピング」のコーナー放送も休止となる。
- 関西テレビ－土曜日 5:45 - 6:05（おしえて!うれしぴ）
- 東海テレビ－月曜 - 金曜 10:55 - 11:20（おしえて!うれしぴ）
- テレビ新広島－月曜 - 金曜 10:55頃 -（わかちょ!ショッピング）
- テレビ西日本－月曜 - 木曜 11:00 - 11:20（おしえて!うれしぴ）／11:20～11:30（わかちょ!ショッピング）
- テレビ大分－月曜 - 金曜 16:05 - 16:25（おしえて!うれしぴ）
- テレビ宮崎－月曜 - 金曜 11:15 - 11:40（おしえて!うれしぴ）
- テレビ静岡－金曜日 11:20 - 11:30（わかちょ!ショッピング）
- テレビ長崎－金曜日 11:00 - 11:20（おしえて!うれしぴ）／11:20 - 11:30（わかちょ!ショッピング）